# Cantón de Château-Renard
El cantón de Château-Renard era una división administrativa francesa, que estaba situada en el departamento de Loiret y la región de Centro-Valle de Loira.

## Composición
El cantón estaba formado por diez comunas:
- Château-Renard
- Chuelles
- Douchy
- Gy-les-Nonains
- La Selle-en-Hermoy
- Melleroy
- Montcorbon
- Saint-Firmin-des-Bois
- Saint-Germain-des-Prés
- Triguères

## Supresión del cantón de Château-Renard
En aplicación del Decreto n.º 2014-244 de 25 de febrero de 2014, el cantón de Château-Renard fue suprimido el 22 de marzo de 2015 y sus 10 comunas pasaron a formar parte del nuevo cantón de Courtenay.